# Sternberg
Jesper Sternberg Nielsen, kendt som Sternberg  (født 1973) er en dansk digter og forfatter mest kendt for Helbredende digte (2021) og Tidspentalogien, som består af Stenalderdigte (2011), Depressionsdigte (2014), Guldalderdigte (2016), Tidsrejsedigte (2016) og De sidste dage-digte (2018).
Sternberg har udgivet en del bøger, heraf to med henholdsvis Vagn Remme og Peter Laugesen og en i samarbejde med billedkunstneren Claus Ejner. Hans skriftlige virke har primært to spor: et centrallyrisk/frit og et konceptuelt. Den konceptuelle del af hans oeuvre kalder han selv en art raritetskabinet, som ideelt set skulle rumme det væsentligste af alt tænkeligt (kilde mangler). Det kræver en del arbejde for en kompletist at være Sternberg-fan, for hans værker er udkommet hos mange forskellige forlag: Kronstork, Bændelormen, Forlaget Nord, Øverste Kirurgiske, Jorinde & Joringel, Melodika og Ekbatana.
Han skabte og/eller deltog i litterære koncepter som: Peepshowpoesi, Hvisk et digt, Poesibanko, Valgaften, Fungerer det?, Peepshow-poesi, m.fl. 
Sternberg har indgået i et væld af kunstneriske konstellationer. Han er medlem af Øverste Kirurgiske og har sammen med T.S. Høeg og Peter Adolphsen udgivet en LP (Aktionspotentiale) under bandnavnet T/S STERNDOLPH . Sternberg har ofte optrådt sammen med Ragnhild May, Oliver Laumann, Mads Egetoft og Kristian Tangvik. Har derudover ved flere lejligheder optrådt i en triokonstellation med Kresten Osgood og T.S. Høeg.

## Diskografi
- T/S STERNDOLPH: Aktionspotentiale (2016)